# Новомосковская ГРЭС
Новомосковская ГРЭС — российское предприятие энергетики, расположенное в городе Новомосковск (Тульская область), является филиалом Новомосковской акционерной компании «Азот». Установленная электрическая мощность — 233,7 МВт, тепловая мощность — 302,4 Гкал/ч. Численность сотрудников — 366 человек. Новомосковская ГРЭС обеспечивает теплом и горячей водой 60 % жилого сектора города и социальные объекты.

## История
Строительство электростанции связано с планами строительства в окрестностях нынешнего Новомосковска крупного химического комбината по производству азотных удобрений НПО «Азот». Предполагалось также открытие новых шахт, строительство керамического и других заводов. Для обеспечения их электроэнергией необходима была мощная электрическая станция — Бобриковская ГРЭС.
В 1930 году после трёхлетних подготовительных работ началось строительство электростанции по плану ГОЭЛРО. В середине апреля 1932 года были закончены основные работы на Любовской плотине, а первое испытание оборудования под нагрузкой произошло 24 августа 1934 года. Пуском первого турбогенератора мощностью 50 МВт руководил директор станции Яков Давыдович Вайнблат. В связи с переименованием города Бобрики в Сталиногорск станция также получила новое имя — Сталиногорская ГРЭС.
С вводом в эксплуатацию второго турбогенератора в январе 1935 года мощность электростанции достигла 100 МВт. В марте 1940 года в работу включен котёл № 10 и турбогенератор № 6. ГРЭС достигла проектной мощности 350 МВт и стала самой мощной тепловой станцией в СССР и Европе.
В годы Великой Отечественной войны оборудование станции было эвакуировано на Урал, сама станция, 21 ноября 1941 года, была взорвана. Электростанцию восстановили в кратчайшие сроки, так как в ней сильно нуждались жилые районы и промышленные объекты Тулы, Москвы и других крупных городов центрального региона. 26 октября 1942 года Сталиногорская ГРЭС отметила второй день рождения, тогда заработал турбогенератор № 6. В ноябре 1946 года мощности станции пополнил новый турбогенератор мощностью 100 МВт с водородным охлаждением — самый современный на тот момент времени в СССР. 26 ноября 1948 года с вводом в строй второго стотысячного турбогенератора Сталиногорская ГРЭС стала вновь самой крупной тепловой электростанцией СССР.
Послевоенные годы ознаменовались быстрым продвижением в части использования комплексной механизации и автоматизации, продолжались работы по реконструкции ГРЭС и увеличению мощностей. В начале 1960-х годов Новомосковская ГРЭС была переведена на природный газ. В 1961 году город Сталиногорск переименован в Новомосковск, так ГРЭС стала Новомосковской.
В 1970-х годах при Новомосковском филиале МХТИ им. Д. И. Менделеева открылись новые специальности «Электроснабжение промышленных предприятий, городов и сельского хозяйства», «Промышленная теплотехника», а первый выпуск которых в 1980 году почти полностью был распределён на ГРЭС. Подготовленный в 1986 году проект реконструкции не был осуществлён из-за кризиса 1990-х годов. Многие предприятия и учреждения не оплачивали электроэнергию, поэтому ГРЭС фактически их кредитовала и помогла им удержаться на плаву. К 2003 году на станции из 15 котлов осталось только 9, из них три — в консервации. Снизилась выработка электрической энергии, сократили часть персонала.
11 декабря 2003 года было учреждено ОАО «Новомосковская ГРЭС» на базе филиала ОАО «Тулэнерго» — «Новомосковская ГРЭС». В 2005 году уровень потребления электроэнергии впервые достиг уровня 1991 года, а в 2006 году — прирост к уровню 2005 года составил 155 %.
31 августа 2007 года Совет директоров РАО ЕЭС одобрил реорганизацию ОАО «Квадра» путём присоединения к нему ОАО «Новомосковская ГРЭС» с целью повышения управляемости, прозрачности и инвестиционной привлекательности компании Квадра. 30 июня 2008 года реорганизация была завершена.
27 февраля 2008 года Квадра приступила к строительству на Новомосковской ГРЭС парогазовой установки мощностью 240 МВт, в результате чего установленная мощность станции увеличится почти в 2 раза до 501 МВт, а отпуск электроэнергии возрастёт более чем в 4 раза. Проект предусматривал строительство ПГУ с двумя газотурбинными установками LMS100 производства General Electric. Стоимость проекта оценивалась в 7,7 млрд руб. Срок реализации — 2008—2010 годы.
В 2010 году было принято решение об уменьшении мощности строящегося парогазового блока до 190 МВт. К установке была принята схема моноблока с использованием газовой турбины General Electric мощностью 126 МВт, котла утилизатора производства ОАО «Атомэнергомаш» и паровой турбины производства Siemens мощностью 62 МВт. Генеральный подрядчик — ЗАО «Энергокаскад», генеральный проектировщик ОАО «Зарубежэнергопроект». Пуск блока изначально был намечен на 2011 год, но неоднократно откладывался и в результате состоялся 29 мая 2013 года. В 2021 году ПАО «Квадра» капитально отремонтировала блок парогазовой установки мощностью 190 МВт. В настоящее время основным топливом является природный газ, резервным — уголь.
В октябре 2022 года компания АО «НАК „Азот“» завершила приобретение Новомосковской ГРЭС у ПАО «Квадра». Сумма сделки по покупке не раскрыта. Приобретение Новомосковской ГРЭС — важный шаг на пути к обеспечению стабильной и бесперебойной работы предприятия НАК «Азот». Компания планирует вывести из эксплуатации устаревшее оборудование станции и усилить инфраструктуру паро-, тепло- и электроснабжения, обеспечить наилучшие технологии и высокие стандарты промышленной безопасности. Модернизация позволит гарантировать работу станции как надежного источника энергии и тепла для предприятия и города Новомосковска.
В апреля 2023 года появилась информация о том, что Сибирская генерирующая компания приобрела Новомосковскую ГРЭС. Однако данное сообщение было опровергнуто.
14 января 2024 года на Новомосковской ГРЭС произошла авария, которая оставила без отопления большую часть города: 372 многоквартирных дома, 1 больница, 10 школ, 16 детских садов. Причиной снижения температуры подачи теплоносителя стал вышедший из строя высоковольтный ввод выключателя трансформатора.

### Руководители
1938 - 1950 Малютин Николай Николаевич
1956 - 1968  Цветков Николай Михайлович
1968 - 1979 Кряжков Николай Иванович
1979 - 1987 Ермолаев Анатолий Иванович
1987 - 2005 Жайворон Геннадий Ильич
2005 - 2008 Шаронин Аркадий Викторович
2008 - 2019 Спирин Николай Николаевич

## Агрегаты
| Агрегат                                    | Тип                              | Изготовитель                                  | Количество | Ввод в эксплуатацию     | Основные (паспортные) характеристики | Основные (паспортные) характеристики | Источники    |
| Агрегат                                    | Тип                              | Изготовитель                                  | Количество | Ввод в эксплуатацию     | Параметр                             | Значение                             | Источники    |
| ------------------------------------------ | -------------------------------- | --------------------------------------------- | ---------- | ----------------------- | ------------------------------------ | ------------------------------------ | ------------ |
| Оборудование паротурбинных установок       |                                  |                                               |            |                         |                                      |                                      |              |
| Паровой котёл                              | БКЗ-220-100                      | Барнаульский котельный завод                  | 3          | 1968 г. 1969 г. 1973 г. | Топливо                              | газ, уголь                           | [ 1 ]        |
| Паровой котёл                              | БКЗ-220-100                      | Барнаульский котельный завод                  | 3          | 1968 г. 1969 г. 1973 г. | Производительность                   | 220 т/ч                              | [ 1 ]        |
| Паровой котёл                              | БКЗ-220-100                      | Барнаульский котельный завод                  | 3          | 1968 г. 1969 г. 1973 г. | Параметры пара                       | 100 кгс/см2, 540 °С                  | [ 1 ]        |
| Паровая турбина                            | Р-14-90/31                       | Уральский турбинный завод                     | 1          | 1976 г.                 | Установленная мощность               | 14 МВт                               | [ 1 ]        |
| Паровая турбина                            | Р-14-90/31                       | Уральский турбинный завод                     | 1          | 1976 г.                 | Тепловая нагрузка                    | 40 Гкал/ч                            | [ 1 ]        |
| Паровая турбина                            | Р-32-90/13                       | Ленинградский металлический завод             | 1          | 1969 г.                 | Установленная мощность               | 32 МВт                               | [ 1 ]        |
| Паровая турбина                            | Р-32-90/13                       | Ленинградский металлический завод             | 1          | 1969 г.                 | Тепловая нагрузка                    | 165 Гкал/ч                           | [ 1 ]        |
| Оборудование парогазовой установки ПГУ-190 |                                  |                                               |            |                         |                                      |                                      |              |
| Газовая турбина                            | PG9171E                          | General Electric                              | 1          | 2013 г.                 | Топливо                              | газ, дизельное топливо               | [ 1 ]        |
| Газовая турбина                            | PG9171E                          | General Electric                              | 1          | 2013 г.                 | Установленная мощность               | 131,75 МВт                           | [ 1 ]        |
| Газовая турбина                            | PG9171E                          | General Electric                              | 1          | 2013 г.                 | tвыхлопа                             | 544 °C                               | [ 1 ]        |
| Котёл-утилизатор                           | П-142 (Е-186/39-7,5/0.7-515/229) | «Атомэнергомаш» (по лицензии NEM Energy b.v.) | 1          | 2013 г.                 | Производительность                   | 186/39 т/ч                           | [ 1 ] [ 10 ] |
| Котёл-утилизатор                           | П-142 (Е-186/39-7,5/0.7-515/229) | «Атомэнергомаш» (по лицензии NEM Energy b.v.) | 1          | 2013 г.                 | Параметры пара                       | 75/7 кгс/см2, 515 /229°С             | [ 1 ] [ 10 ] |
| Паровая турбина                            | SST PAC 600                      | Siemens                                       | 1          | 2013 г.                 | Установленная мощность               | 55,9 МВт                             | [ 1 ]        |
| Паровая турбина                            | SST PAC 600                      | Siemens                                       | 1          | 2013 г.                 | Тепловая нагрузка                    | 0 Гкал/ч                             | [ 1 ]        |